# Cattedrale di Lisieux
La concattedrale di San Pietro, in francese cathédrale Saint-Pierre, è il principale luogo di culto cattolico di Lisieux, nella regione della Normandia, in Francia.
Ex cattedrale della soppressa diocesi di Lisieux, è concattedrale della diocesi di Bayeux-Lisieux.
È monumento storico di Francia dal 1840.

## Storia e descrizione

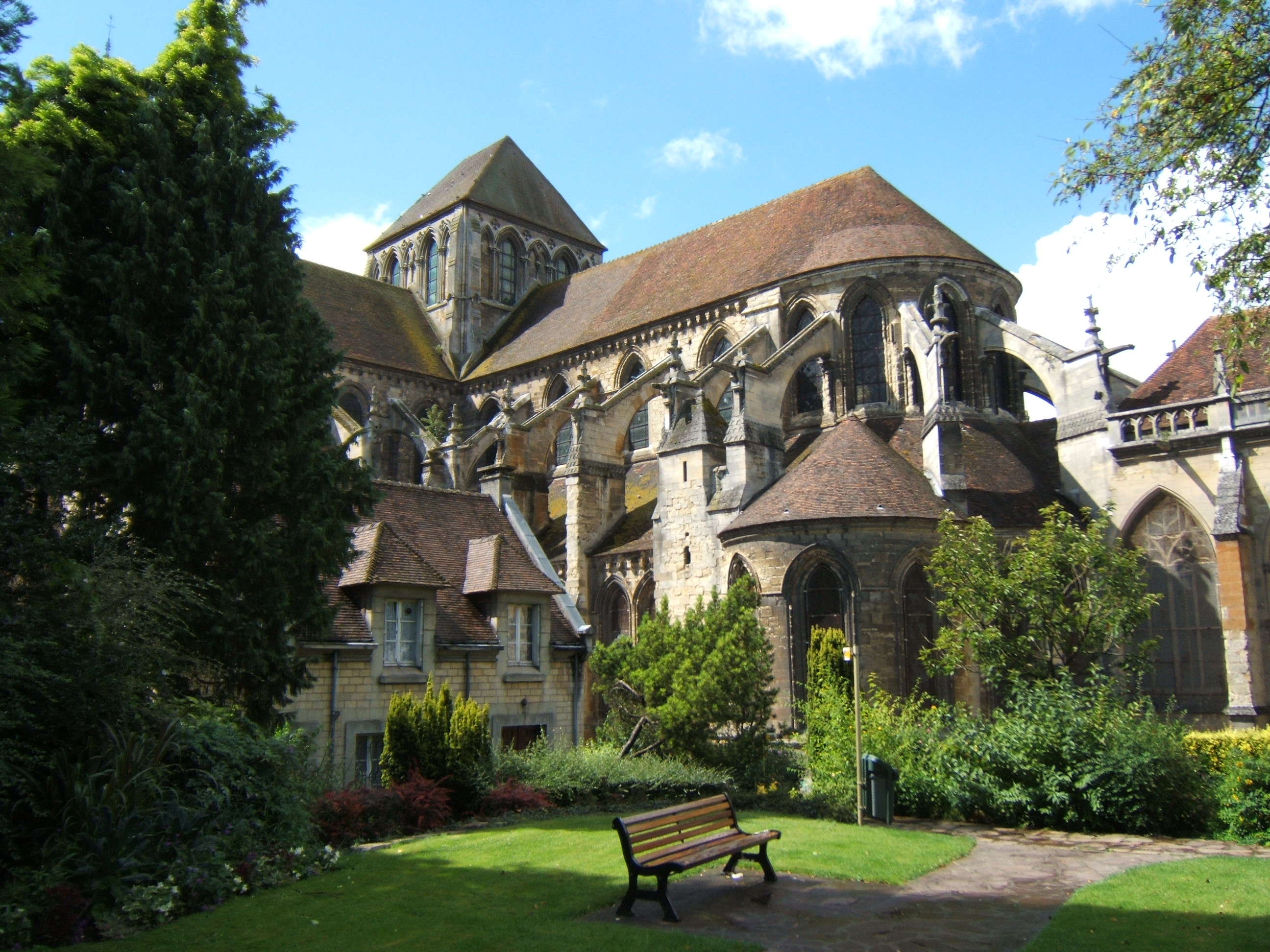
La parte absidale.

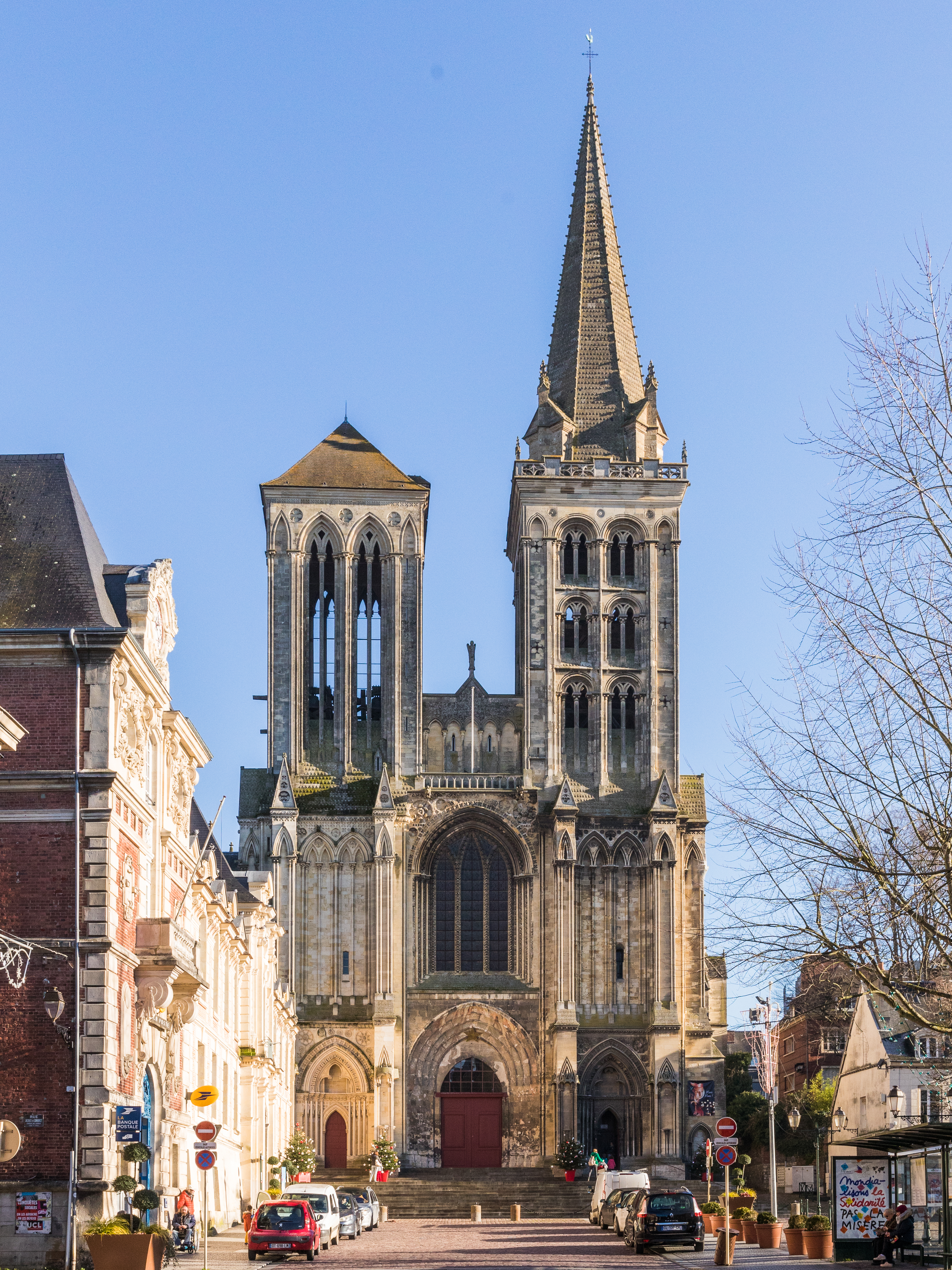
La facciata.

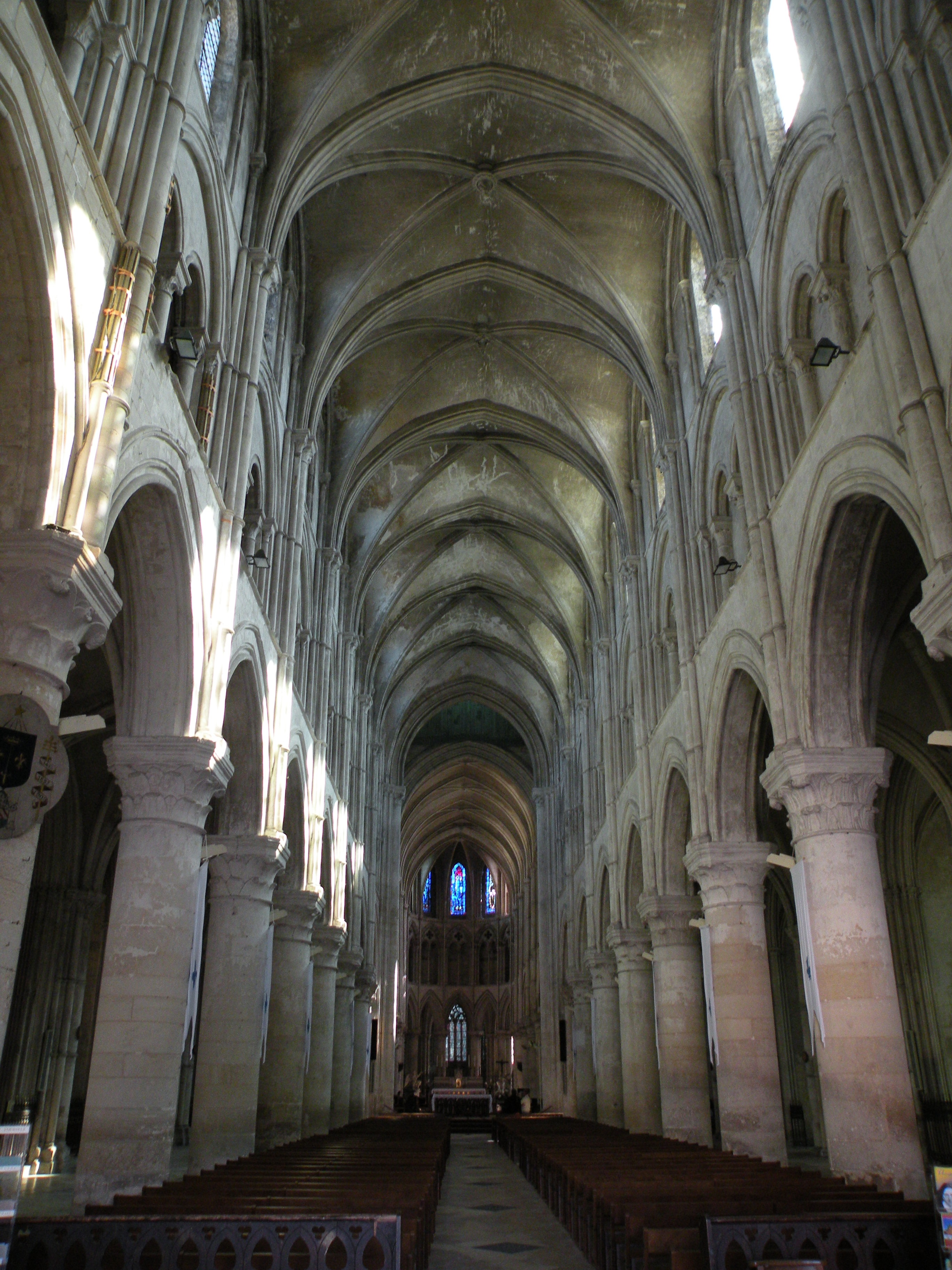
Interno

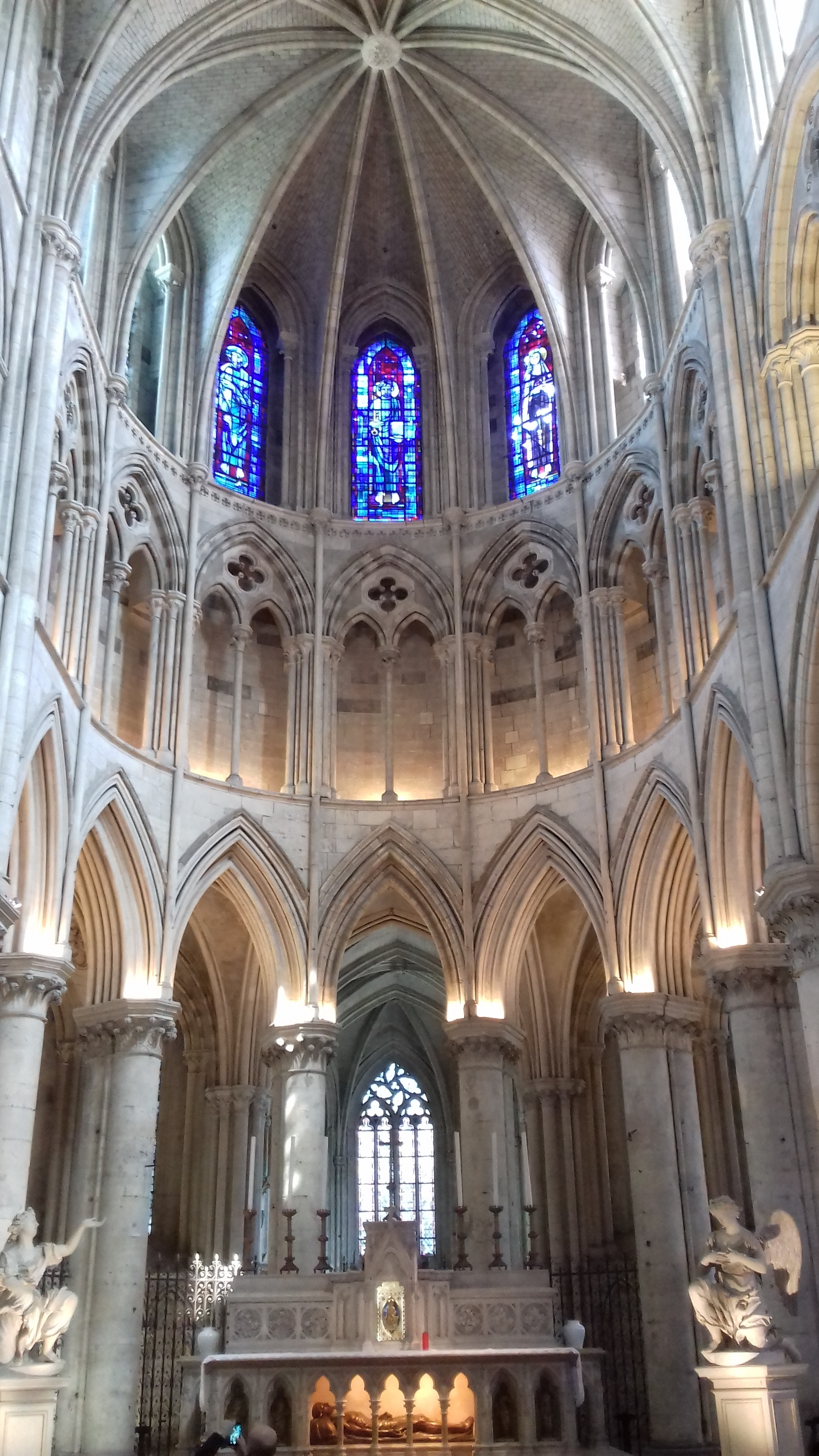
Il Coro gotico-normanno.

### Origini
Il primo vescovo di Lisieux, Theudobaudis (Teodobaldo), viene citato per la prima volta nel 538 e questo presume che già a quell'epoca vi era una prima cattedrale. Niente si sa di questa chiesa, forse danneggiata dalle incursioni vichinghe. Solo nell'XI secolo si ha qualche informazione sull'edificio, quando il vescovo Herbert (1026-1049) inizia la costruzione di una nuova chiesa in stile romanico nel 1035. La costruzione continua con il suo successore Hugues d’Eu (1049-1077), che la consacrerà a San Pietro nel 1055 alla presenza di Guglielmo il Conquistatore. L'estensione delle dimensioni della chiesa portano a un parziale abbattimento delle mura cittadine.
Tuttavia un incendio nel 1136 distrugge la città e una parte dell'edificio

### La cattedrale gotica
Nel 1141 il nuovo vescovo Arnolfo (1141-1181) lancia l'impulso per la costruzione di una nuova cattedrale, iniziando la racconta di fondi. Il cantiere inizia nel 1160 e riprende le dimensioni e la planimetria di quella precedentemente bruciata
L'edificio segue il nuovo movimento stilistico dell'architettura gotica già avanti della conquista della Normandia da parte del re di Francia Filippo Augusto. Questa precocità si spiega dal fatto che il vescovo Arnoul chiamò sicuramente qualche maestro dall'Île-de-France. Infatti Arnoult aveva una certa familiarità con l'abate Sugerio, tanto che fu presente l'11 giugno 1144 alla consacrazione della nuova basilica di Saint-Denis, da Sugerio ricostruita secondo nuovi canoni architettonici.
Sarà il primo edificio normanno ad impiegare gli archi rampanti nella struttura architettonica.
Tuttavia Arnoul non può iniziare subito la ricostruzione della cattedrale perché accompagna Luigi VII di Francia alla Seconda crociata (1147-1149). Il cantiere inizia probabilmente nel 1160. Un testo ne I Miracoli di San Tommaso di Canterbury, di G. Harvard, menziona il nome dell'operaio Roger al lavoro nelle fondamenta della cattedrale fra il 1170 e il 1172.
Il cantiere inizia dal piedicroce, che resta di aspetto più primitivo rispetto al resta della costruzione. Infatti le arcate, supportate da grosse colonne, sorreggono un primo piano di false tribune dalla spessa muratura, e l'ultimo livello del cleristorio. Ne risulta una navata assai pesante e buia. Questa prima parte venne terminata prima del 1183, come l'indica una data posta sulle travi del tetto, al di sopra delle volte.
Il resto della chiesa fu probabilmente realizzato interamente fra il 1202 e il 1218. Un incendio divampa nel 1223, ma non sembra arrecare gravi danni alla cattedrale. Il transetto con la torre nolare e le prime due campate del coro sono dello stesso stile del piedicroce. L'abside, invece, riscontra un cambiamento. Il nuovo architetto, differente di quello dell'epoca di Arnoul, impone uno stile normanno e non più franciliano; ispirato a Saint-Etienne di Caen o alla cattedrale di Bayeux. Ora le colonne che compongono le arcate sono doppie gli abachi prendono una forma circolare o poligonale; dei trilobi forano i muri; un triforio si sostituisce alle false tribune; le arcate si ristringono e le decorazioni scultoree s'affinano. Soprattutto le masse diventano più slanciate e l'insieme più evoluto.
Una volta terminato il coro, il cantiere si dirige verso la facciata. Si scolpiscono i tre portali e si elevano le due torri.

### Modifiche e ingrandimenti

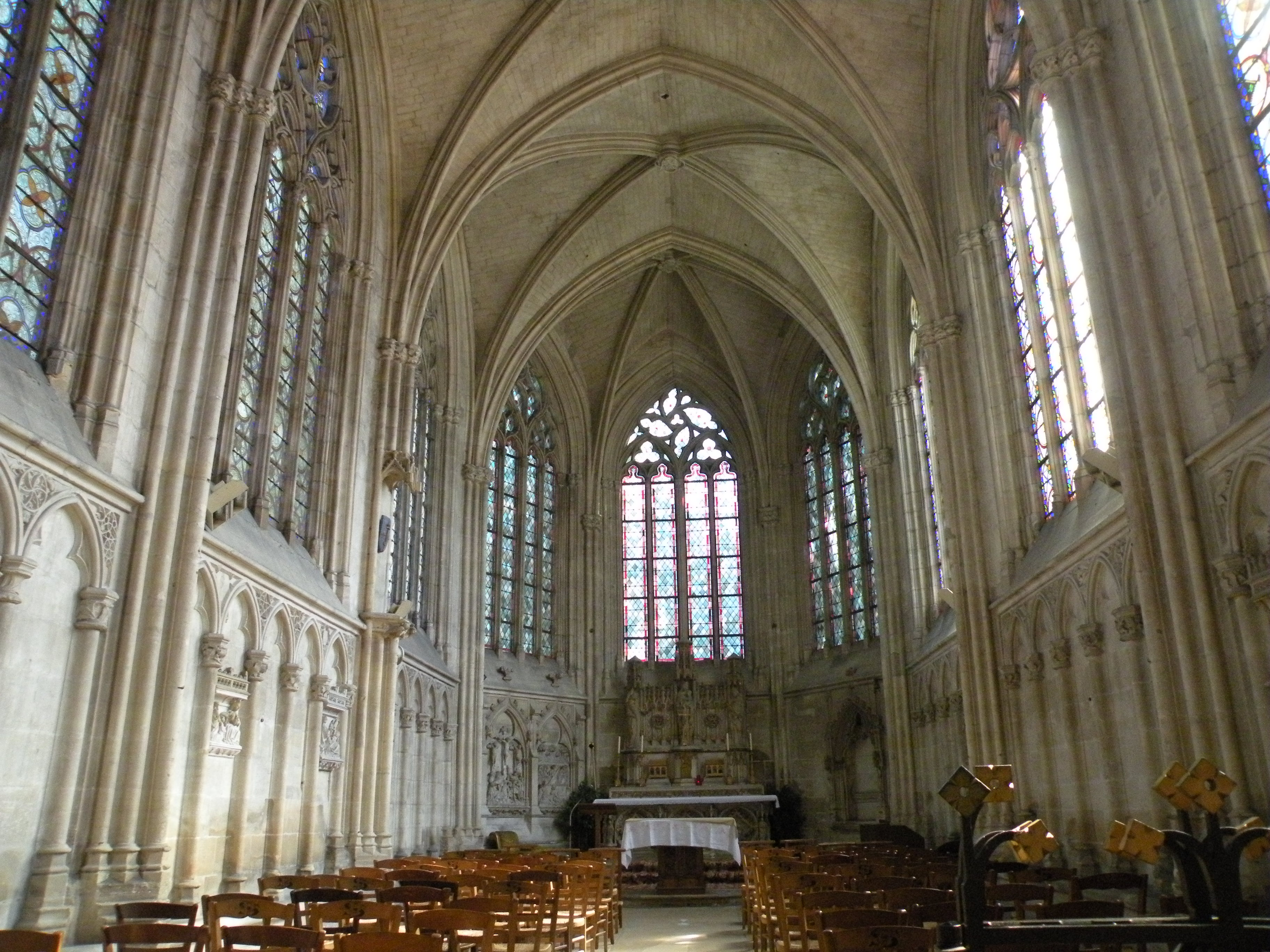
La Cappella assiale della Vergine.

Già dalla prima metà del XIV secolo si iniziarono i primi ingrandimenti dell'edificio. Tra il 1290 e il 1350 vennero aggiunte le cappelle rettangolari alla navata laterale nord e nel 1400 a quella sud. Presero le forme del gotico fiammeggiante.
Il famoso vescovo di Lisieux Pierre Cauchon (1432-1442), anche se abitò piuttosto a Rouen o a Parigi, volle marcare la cattedrale ricostruendo la cappella assiale della Vergine. Di stile fiammeggiante spicca per la sua profondità di ben 17,20 metri e perle nove grandi vetrate. Vi sarà inumato alla sua morte, e ancora oggi vi riposa.
Nel 1553 la torre meridionale crolla. Ci vorranno 26 anni di raccolta di fondi per far iniziare la sua ricostruzione. Infatti i lavori iniziarono nel 1579 e terminarono nel 1588 con l'erezione della guglia di 72 metri.
Nel 1688 con l'applicazione della Contro-riforma l'amico jubé quattrocentesco viene rimosso e l'interno della cattedrale viene intonacato con calce bianca. Inoltre le vetrate antiche vennero sostituite con vetri bianchi, più luminosi.
Nel 1792 il vescovado di Lisieux viene soppresso dalla Rivoluzione francese, e la chiesa declassata a parrocchiale. Nel 1855 viene elevata a concattedrale accorpando le due antiche diocesi.

### La cattedrale e Santa Teresa
La cattedrale non deve essere confusa con la Basilica di Santa Teresa, che sorge appena fuori dal centro storico. 
Teresa di Lisieux conosceva e frequentava la cattedrale di San Pietro, dove assisteva regolarmente alla messa la domenica insieme a suo padre, le sue sorelle e la governante. Una statua e un'iscrizione in una cappella del coro, ricorda il luogo dove la famiglia era esattamente locata durante le celebrazioni. era qui che la Santa ebbe la rivelazione della sua missione: Salvare l'anima dei peccatori.
Il padre di Teresa, Louis Martin, donò l'altar maggiore alla chiesa.
Dal XIX secolo Santa Teresa è la terza comparto della cattedrale dopo i Santi Pietro e Paolo. È raffigurata su una vetrata in fondo al coro.